# Dare (UK)

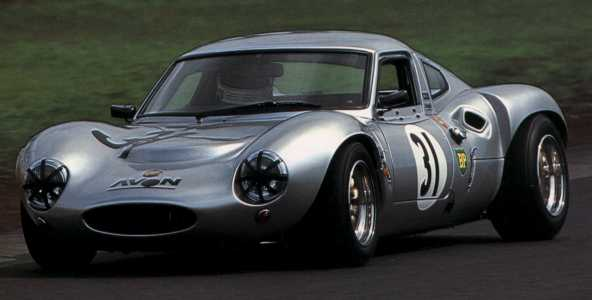
Ginetta G 12, produziert durch Dare

Dare (UK) Limited ist ein britischer Hersteller von Automobilen.

## Unternehmensgeschichte
Die Brüder Ivor und Trevor Walklett, die zuvor bei Ginetta tätig waren, sowie Trevors Sohn Mark gründeten das Unternehmen in Colchester. Als Gründungsdatum ist der 5. November 1990 überliefert. Sie sind im Besitz der Produktionsrechte für zwei Modelle von Ginetta, während zunächst ein japanisches Unternehmen die Vermarktungsrechte hatte. Dare produziert diese Modelle, anfangs für die Japaner. 1998 erscheint ein erstes selbst entworfenes Fahrzeug. Der Markenname lautet Dare.

## Fahrzeuge
Im Angebot stehen immer noch die beiden Ginetta-Modelle G 4 und G 12.
Das erste eigenständige Modell war der DZ. Der Motor war in Fahrzeugmitte montiert und trieb die Hinterräder an. Der Ford-Zetec-Motor war ein Vierzylindermotor mit 2000 cm³ Hubraum. Die Leistung betrug 130 PS bzw. 210 PS mit einem Turbolader. Zur Wahl standen ein Roadster und ein Coupé mit Flügeltüren, beide zweisitzig.
Später erschien der TG Sport. Dies war ein türloser Roadster. Zur Wahl standen Ford-Zetec-Motoren mit 1800 cm³ Hubraum und 150 bis 180 PS Leistung, mit 2000 cm³ Hubraum und 165 bis 195 PS Leistung sowie ein Rennmotor mit 230 PS Leistung.